# سن فلیپو دل ملا
سن فلیپو دل ملا (به ایتالیایی: San Filippo del Mela) یک کومونه در ایتالیا است که در استان مسینا واقع شده‌است.

## خصوصیات
سن فلیپو دل ملا ۹٫۸ کیلومترمربع مساحت و ۷٬۱۳۸ نفر جمعیت دارد و ۸۹ متر بالاتر از سطح دریا واقع شده‌است.

## خواهرخوانده
شهر کاستیونس دی استرادا خواهرخواندهٔ سن فلیپو دل ملا هست.